# Ovia
Genre
Ovia est un genre d'araignées aranéomorphes de la famille des Lycosidae.

## Distribution
Les espèces de ce genre se rencontrent en Chine, à Taïwan, au Laos, à Singapour, au Bhoutan et en Inde.

## Liste des espèces
Selon World Spider Catalog (version 22.5, 20/07/2021) :
- Ovia alboannulata (Yin, Peng, Xie, Bao & Wang, 1997)
- Ovia emae Buchar & Dolejš, 2021
- Ovia macritchie Lu, Koh, Zhang & Li, 2018
- Ovia procurva (Yu & Song, 1988)
- Ovia quinquedens (Dhali, Roy, Sen, Saha & Raychaudhuri, 2012)

## Publication originale
- Sankaran, Malamel & Sebastian, 2017 : « On the new monotypic wolf spider genus Ovia gen. nov. (Araneae: Lycosidae, Lycosinae). » Zootaxa, no 4221(3), p. 366-376.